# Mathieu Bénézet
Pour les articles homonymes, voir Bénézet.
 (mai 2023).
Si vous disposez d'ouvrages ou d'articles de référence ou si vous connaissez des sites web de qualité traitant du thème abordé ici, merci de compléter l'article en donnant les références utiles à sa vérifiabilité et en les liant à la section « Notes et références ».
Mathieu Bénézet, né le 7 février 1946 à Perpignan (Pyrénées-Orientales) et mort le 12 juillet 2013 à Paris,, est un écrivain français.

## Biographie

### L'écrivain
Son œuvre littéraire est protéiforme. Reconnu avant tout comme un des poètes les plus importants de sa génération, il est l'auteur aussi de nombreux essais, textes en prose (mêlant création et réflexions) et romans. Il interroge chaque discipline qu'il investit. Il développe aussi bien des formes élégiaques, lyriques, les poèmes brefs ou en longues laisses, le poème dramatique, etc. Jamais didactique (plutôt bouleversante parce que bouleversée), sa poésie est traversée par ses réflexions esthétiques ou philosophiques.
Marqué, jeune homme, par sa rencontre avec André Breton et Louis Aragon, son travail tente une synthèse entre leurs œuvres respectives. Profondément singulier, ce travail offrira dès ses premiers livres une voie nouvelle. Son influence sera considérable comme il jouera un rôle central dans les années 1970 et 80 avec des poètes comme Jacques Dupin ou Anne-Marie Albiach. Son amour de la poésie commanda ses avancées dans ses domaines et ses soutiens multiples manifestés tant comme éditeur et essayiste qu'en tant qu'homme de radio.
En 2013, il reçoit le Grand prix de poésie de l'Académie française pour l’ensemble de son œuvre poétique.

### L'éditeur et l'homme de radio
Il a créé plusieurs revues, telles que Empreintes (1963-1965), Première Livraison (avec Philippe Lacoue-Labarthe) et Digraphe (de 1976 à 1981, avec Jean Ristat).
Il a été éditeur chez Flammarion, Seghers, Éditions du Rocher et Comp'Act.
D'autre part, il a dirigé plusieurs émissions sur France Culture, dont Entre-revues et, jusqu'en 2009, Reconnaissance à....

## Publications
- Une bouche d’oxygène..., sous le pseudonyme Henry Bénézet, tirage limité à 215 exemplaires, Les Poètes de la Tour, 1963
- L’Histoire de la peinture en trois volumes, Gallimard, 1968, préfacé par Louis Aragon
- Biographies, Gallimard, 1970 ; rééd. Al Dante, 2003
- Où les figures s’attardent, collages de Raquel, Orange Export Ltd, 1976
- Dits et récits du mortel, Ménippée, Flammarion, 1976
- La guerre commence…, Orange Export Ltd, 1977
- L’Imitation de Mathieu Bénézet, mélodrame, Flammarion, 1978
- Ce qui te reste de Bry-sur-Marne, Orange Export Ltd, 1978
- La Fin de l’homme, roman inachevé, Flammarion, 1979
- Ceci est mon corps, 1, mélange, Flammarion, 1979
- En résumant ma tristesse, sérigraphies de Raquel, Passage, 1981
- Pantin, canal de l’Ourcq, roman, Flammarion, 1981
- Choses parmi les choses, essai de voir, éd. Ubacs, 1984
- Le Travail d’amour, poésie, Flammarion, 1984
- Ceci est mon corps, 2, miscellanées, Flammarion, 1986
- Détails apostilles, avec des bois gravés de Claudine Grégoire, tirage limité à 230 exemplaires numérotés, éd. Lambert, 1986
- Roman journalier, prose, Flammarion, 1987
- Votre solitude, poésie, éditions Seghers, 1988
- L’Instant d’une quantité de parole, récit, éd. Comp'Act, 1988
- Les XXXX[3], suivis de Trente-Neuf Quatrains, poésie, éd. Comp'Act, 1990
- Ubacs. Numéro 10. Mathieu Bénézet, éd. Ubacs, Rennes, 1991
- Trois états du toi, poèmes, avec Bernard Noël et Bernard Vargaftig, accompagnés de neuf lithographies originales d’Olivier Debré, 130 exemplaires numérotés, éditions La Sétérée/Jacques Clerc, 1992
- L’Océan jusqu’à toi, rime, Flammarion, 1994
- Ode à la poésie, éd. William Blake and Co, 1996
- André Breton, rêveur définitif, essai de lire, éd. du Rocher, 1996
- Considérations simples, simples considérations, avec Alain Coulange, éd. du Rocher, 1997
- Eh ! L’homme qui fait des hommes..., essai de voir, Adélie, 1997
- Détails apostilles, Flammarion, 1998
- Orphée, imprécation, Le Bel aujourd’hui, 1998
- L’Instant d’une quantité de parole, récit, éd. Comp’Act, 1998
- Moi, Mathieu Bas-Vignons, fils de..., roman, Actes Sud, 1999
- L’Aphonie de Hegel, poésie, Obsidiane, 2000
- L’Homme au jouet d’enfant, éd. Ubacs, 2000
- Naufrage, naufrage, roman, éditions Léo Scheer, 2002
- Le Roman de la langue, essai, suivi de Écrire encore, 1997, Horlieu, 2002
- Images vraies, petit roman, Le préau des collines, 2003
- Tancrède, roman, Léo Scheer, 2004
- Ceci est mon corps, mélanges & miscellanées, Flammarion/Léo Scheer, 2005
- La Terrasse de Leopardi, Propos 2, 2007
- Ne te confie qu’à moi, Flammarion, 2008
- Jeunesse & Vieillesse & Jeunesse, Obsidiane, 2009
- Après moi, le déluge, Léo Scheer, 2009
- Pourquoi ce corps que je n’ai pas, Fissile, 2009
- Il vient d’un enfant dans un autre livre, L’arachnoïde, 2010
- H. O. ou Hamlet omelette, Léo Scheer, 2011
- Le Roman des revues, essai, Ent'revues, 2012
- La Chemise de Pétrarque, Obsidiane, 2013
- Premier Crayon, Flammarion, 2014
- Les Mêmes, désolées, Fissile, 2014
- Le Ciel c’est l’accident, L’arachnoïde, 2014

### Anthologies
- Et nous n’apprîmes rien : poésie (1962-1979), Flammarion, 2002
- Mais une galaxie, une anthologie, 1977-2000, Obsidiane & Le Temps qu’il fait, 2005 (Prix Artaud)
- Œuvre, 1965-2010, Flammarion, coll. « Mille & une pages », 2012